# Rosemary Dunsmore
Rosemary Dunsmore (Edmonton, 13 de julio de 1953) es una actriz de cine y televisión canadiense.
Dunsmore es conocida por sus actuaciones en series de televisión, que incluyen como The Campbells, Anne of Green Gables, Road to Avonlea y Murdoch Mysteries. Se casó dos veces con el actor Peter Dvorsky.
Dunsmore es una estrella canadiense de teatro, cine y televisión, ha aparecido en numerosas producciones como "Wuthering Heights", "The Attic", "The Pearls", "The Glass Menagerie" y "Wit". En 1990, fue nombrada por la revista Maclean como una "canadiense que hace la diferencia en la vida". Dunsmore enseña actuación y dirección en el Centro de Cine de Canadá, Escaparate de la equidad, Escuela Nacional de Teatro, Halifax Shortworks y en la Universidad de Toronto.